# Spotlight (musikalbum)
Spotlight är ett samlingsalbum med den svenska sångerskan Py Bäckman. Det släpptes år 2000.

## Låtförteckning
| Nr  | Titel                              | Låtskrivare              | Längd |
| --- | ---------------------------------- | ------------------------ | ----- |
| 1.  | "Fast Train's Running"             | Py Bäckman               | 4:51  |
| 2.  | "Tonight"                          | Py Bäckman               | 3:16  |
| 3.  | "Bara mitt liv (It's only My Life" | Py Bäckman               | 4:45  |
| 4.  | "Se röken skifta i blått"          | Py Bäckman               | 6:24  |
| 5.  | "Kristall"                         | Py Bäckman               | 4:47  |
| 6.  | "Jag lever"                        | Py Bäckman               | 3:07  |
| 7.  | "Doctor, Doctor"                   | Py Bäckman               | 4:35  |
| 8.  | "Flyg iväg"                        | Py Bäckman, Dan Hylander | 4:03  |
| 9.  | "Mörkrets vargar"                  | Py Bäckman               | 3:55  |
| 10. | "Röd sammet"                       | Py Bäckman               | 3:49  |
| 11. | "Svindlande höjder"                | Py Bäckman               | 5:15  |
| 12. | "Månljusvärld"                     | Py Bäckman               | 4:42  |
| 13. | "Con-Cordelia"                     | Py Bäckman               | 4:02  |
| 14. | "Fred nu"                          | Py Bäckman               | 4:46  |
| 15. | "Camelot"                          | Py Bäckman               | 5:09  |